# Palaeomymar ypt
Palaeomymar ypt är en stekelart som beskrevs av Triapitsyn och Vladimir V. Berezovskiy 2006. Palaeomymar ypt ingår i släktet Palaeomymar och familjen bälgnacksteklar. Inga underarter finns listade i Catalogue of Life.